# Tussenwaardestelling
In de reëelwaardige analyse stelt de  tussenwaardestelling dat een reële functie {\displaystyle f}, continu in een gesloten interval {\displaystyle [a,b]}, alle mogelijke waarden tussen {\displaystyle f(a)} en {\displaystyle f(b)} aanneemt. Dat heeft de volgende twee gevolgen:
- Het beeld van een interval van een continue functie is zelf ook weer een interval.
- De stelling van Bolzano: Een continue functie, die op een interval zowel een negatieve als een positieve waarde aanneemt, heeft op dat interval een nulpunt.

## Stelling
De tussenwaardestelling kan op twee manieren worden geformuleerd.
Tussenwaardestelling voor een waarde
Zij {\displaystyle f} een continue reëelwaardige functie op het interval {\displaystyle [a,b]} en {\displaystyle \gamma } een getal tussen {\displaystyle f(a)} en {\displaystyle f(b)}, dus
{\displaystyle f(a)\leq \gamma \leq f(b)}, indien {\displaystyle f(a)\leq f(b)}
of
{\displaystyle f(b)\leq \gamma \leq f(a)}, indien {\displaystyle f(b)\leq f(a)}.
Dan bestaat er een {\displaystyle c\in [a,b]} met {\displaystyle f(c)=\gamma }.
In het speciale geval dat {\displaystyle \gamma =0} is het de stelling van Bolzano.
Tussenwaardestelling voor een interval
Zij {\displaystyle [a,b]} en {\displaystyle f} als boven. Dan komen alle waarden tussen {\displaystyle f(a)} en {\displaystyle f(b)} in {\displaystyle f([a,b])} voor:
{\displaystyle [f(a),f(b)]\subseteq f([a,b])}, indien {\displaystyle f(a)\leq f(b)}
of
{\displaystyle [f(b),f(a)]\subseteq f([a,b])}, indien {\displaystyle f(b)\leq f(a)}

## Voorbeeld
De functie {\displaystyle f(x)=x^{2}} is continu op {\displaystyle [0,2]}. Inderdaad is bij iedere {\displaystyle 0\leq c\leq 4} een {\displaystyle 0\leq x\leq 2} te vinden met {\displaystyle f(x)=c}, namelijk {\displaystyle x={\sqrt {c}}}.